# Squamura disciplaga
Squamura disciplaga is een vlinder uit de familie van de Metarbelidae. De wetenschappelijke naam van de soort is voor het eerst gepubliceerd in 1901 door Charles Swinhoe.

## Verspreiding
De soort komt voor in Maleisië, Indonesië (Borneo, Sumatra) en de Filipijnen.

## Waardplanten
Waargenomen is dat de rups gaatjes maakte in de stam van Persea (Lauraceae) en Citrus (Rutaceae).